# Élection à la direction du Parti conservateur britannique de 1965
L'élection à la direction du Parti conservateur de 1965 a eu lieu le 27 juillet 1965 pour élire le chef du Parti conservateur. Edward Heath est élu en remplacement d'Alec Douglas-Home, démissionnaire.

## Résultats
|                   | Edward Heath | 150  | 50,4    | Élu     | Élu |
| Reginald Maudling | 133          | 44,6 | Retrait | Retrait |     |
| Enoch Powell      | 15           | 5,0  | Éliminé | Éliminé |     |

Reginald Maudling est qualifié pour le second tour face à Edward Heath car Heath a obtenu la majorité absolue des voix mais pas l'avance de 15 % des suffrages exprimés requis pour l'emporter au 1er tour, cependant Maudling se retire permettant à Heath de devenir le nouveau le chef des conservateurs.